# Bournonit
Bournonitul este o specie minerală sulfosală, tritioantimoniat de plumb și cupru cu formula PbCuSbS3.
A fost menționat pentru prima dată de Philip Rashleigh⁠(d) în 1797 ca minereu de stibiu(antimoniu) și a fost descris mai detaliat în 1804 de cristalograful și mineralogul francez Jacques Louis, Comte de Bournon (1751–1825), după care a primit numele. Numele dat de Bournon însuși (în 1813) a fost endellionite, după St Endellion, localitatea din Cornwall unde a fost găsit pentru prima dată mineralul.
Cristalele sunt ortorombice și habitusul este în general tabular datorită predominanței pinacoidului bazal; numeroase fețe netede sunt adesea dezvoltate pe marginile și colțurile cristalelor. Ele sunt de obicei îngemănate, planul dublu fiind o față a prismei (m); unghiul dintre fețele acestei prisme fiind aproape un unghi drept (86° 20′), îngemănarea dă naștere grupărilor cruciforme și când se repetă adesea grupul are aspectul unei roți dințate, de unde și denumirea de Rãdelerz (minereu-roată) dată de minerii din orașul Cavnic din județul Maramureș. Îngemănarea repetată dă naștere lamelelor duble, care pot fi observate pe suprafețele fracturate, chiar și ale materialului cu orientare masivă.
Este un mineral aflat în depozite filonare hidrotermale de temperatură moderată. Apare frecvent cu galena, tetraedritul, sfaleritul, calcopirita, pirita, stibnitul, zinkenitul, sideritul, cuarțul, rodocrozitul, dolomitul și baritina.
A fost descris pentru prima dată într-o apariție la mina Wheal Boys din St Endellion, Cornwall, a fost găsit asociat cu jamesonit, sfalerit și siderit. Mai târziu, cristale și mai bune au fost găsite într-o altă mină din Cornish, și anume, mina Herodsfoot de lângă Liskeard, care a fost exploatată pentru galena argentiferă. Cristale fine de dimensiuni mari au fost găsite cu cuarț și siderit în minele de la Neudorf în Harz, și cu sfalerit și tetraedrit la Cavnic lângă Baia Mare în România. Apariția mineralului fost raportată într-un număr mare de alte localități.